# Tackhead
Tackhead (parfois stylisé TACK>>HEAD) est un groupe américain de hip-hop industriel, originaire de New York. Il est formé au début des années 1980 sous le nom Fats Comets. Il était composé à l'origine du bassiste Doug Wimbish, du guitariste Skip Mc Donald, du batteur Keith Leblanc et du DJ Adrian Sherwood. Le chanteur Gary Clail arrivé en 1987 est remplacé en 1989 par Bernard Fowler.

## Histoire
À la fin des années 1970, Wimbish, LeBlanc et McDonald étaient membres de l'orchestre maison du label Sugarhill Records et du trio d'artistes hip-hop connu sous le nom de Sugarhill Gang. Ils étaient également les musiciens à l'origine du tube de 1982 de DJ Grandmaster Flash The Message (la voix était celle de Melle Mel) et d'un autre tube White Lines. Lors d'une visite à New York, pour participer à un remix, le producteur londonien Sherwood (déjà connu sur la scène dub) rencontre LeBlanc, et ils commencent à collaborer. Rapidement, le trio Wimbish, LeBlanc et McDonald produit des titres sur le label On-U Sound de Sherwood. L'une de leurs premières collaborations se fait sous le nom de « Mark Stewart and the Maffia », avec Stewart, ancien membre de The Pop Group, au chant. Leur premier album produit sous ce nom, As the Veneer of Democracy Starts to Fade, est l'un des plus industriels, bruitistes et intransigeants de la production du groupe, décrit par John Leland comme « un désordre effrayant de sons aléatoires, de mots parlés et de minuscules bribes de musique, traités et distordus jusqu'à un bord électrique grinçant ».
Plus tard, Gary Clail s'associe à Tackhead. En tant que MC de la version itinérante du sound system On-U, il crie et fulmine par-dessus le jeu en direct de Tackhead, et tous deux sont mixés en direct par Sherwood pour produire un effet de mur de son très novateur pour le milieu des années 1980. Ils sortent un LP Tackhead Tape Time en 1987 sous le nom de « Gary Clail's Tackhead Sound System » et certains des morceaux les plus caractéristiques et les plus connus de Tackhead (certains sont sortis en 45 tours) datent de cette période, en particulier : What's My Mission Now ?, Mind at the End of the Tether et Hard Left. Ces titres combinent des lignes de basse funk, des percussions martelées et la production dub chargée d'échantillons qui est la marque de fabrique de Sherwood, et représentent le son caractéristique de Tackhead.
Durant cette période, LeBlanc produit également deux albums solo : Major Malfunction (1986) (inspiré par le désastre de la navette spatiale Challenger) et Stranger than Fiction (1989), qui, bien que crédité à LeBlanc, met en vedette tous les autres membres de Tackhead. C'est à cette époque que le groupe commence à se consolider en tant que groupe et à ajouter des chanteurs à ce qui était jusqu'alors une affaire essentiellement instrumentale. Sur le premier album de Tackhead, Friendly as a Hand Grenade, le chanteur Bernard Fowler rejoint le groupe, et de nombreux anciens morceaux instrumentaux réapparaissent avec des paroles, dans ce que Trouser Press qualifie de « Tackhead à son plus haut niveau de cohérence ».
En 1990, Tackhead entreprend une tournée mondiale qui marque probablement le zénith du succès commercial du groupe.
L'album suivant, Strange Things (le premier sur une major, EMI), malgré quelques louanges pour des singles plus hard comme Dangerous Sex et Class Rock, n'a pas été aussi bien reçu par la critique. De nombreux fans du groupe ont été déçus par la production plus sobre, moins industrielle et plus d'éléments RnB doux. Pourtant, l'album était encore assez expérimental pour ne pas gagner un public aussi large qu'espéré, et le groupe est retiré de son label peu de temps après.
Bien qu'ils n'aient pas enregistré de nouveaux morceaux sous le nom de Tackhead depuis, les membres du groupe ont continué à enregistrer en tant que groupe d'accompagnement ou avec divers artistes des productions On-U Sound dirigées par Sherwood, tels que les efforts solo de Gary Clail, African Head Charge, Dub Syndicate, New Age Steppers et d'autres. Des sous-ensembles du groupe apparaissent également sous diverses formes telles que les Strange Parcels, Barmy Army et Little Axe, un groupe orienté vers le blues.
En 2004, Tackhead se reforme brièvement pour une tournée limitée en Amérique du Nord et en Europe. En avril 2022, le groupe au complet, avec Mark Stewart, effectue une courte tournée au Royaume-Uni, comprenant des représentations à Glasgow, Édimbourg et Londres. LeBlanc décède en avril 2024.

## Discographie
- 1987 : Tackhead Tape Time
- 1988 : En Concert (live)
- 1989 : Friendly as a Hand Grenade
- 1990 : Strange Things
- 1991 : VideoHead (maxi 4 titres)
- 1994 : Disconnection (sous le nom Strange Parcels) (album instrumental)
- 1994 : Power Inc. Vol. 1 (compilation de leurs premiers singles et unrealeses tracks 85-87)
- 1994 : Power Inc. Vol. 2 (idem Vol. 1 )
- 1997 : Power Inc. Vol. 3 (compilation de morceaux Live de 85 à 94 entrecoupés d'interludes)
- 2006 : Sound Crash (compilation composée de passages d'anciens morceaux réenregistrés)
- 2010 : ShareHead (album de reprises et d'inédits) : 2010 édition très limitée
- 2014 : For the Love of Money
- 2023 : Powerstation 2.0 (Emergency Hearts)
- 2024 : Powerstation 2.0 (scott crow and David M. Williams Remixes) (Emergency Hearts)